# Troland
Le troland, noté Td T ou Trol, et aussi nommé luxon, est une unité photométrique utilisée en optique physiologique pour quantifier l'éclairement lumineux reçu par la rétine humaine. Elle correspond à la lumière reçue par la rétine en provenance d'une source de 1 cd m−2 de luminance à travers une pupille d'entrée de 1 mm2. Le terme vient de l'ingénieur, psychologue et parapsychologue américain Leonard Troland. Celui-ci proposa que l'unité soit appelée le photon en 1916, introduisant pour la première fois ce terme en science, mais elle fut nommée par la suite d'après son nom, ou parfois luxon.
La définition d'une unité de mesure optique dédiée a été rendue nécessaire à cause des variations importantes d'ouverture que la pupille de l’œil peut avoir, qui vont engendrer des changements tout aussi importants de l'illumination de la rétine. Rarement utilisée en métrologie optique proprement dite, elle est néanmoins très utilisée dans le domaine de la colorimétrie de la photométrie pour son estimation de l'efficacité d'un stimulus lumineux au travers de la pupille de l’œil.
Cette unité est en général comprise comme une mesure photopique telle que :
{\displaystyle T=L_{V}p}
Où :
- {\displaystyle L_{V}} est la luminance en vision photopique arrivant sur l’œil,
- p est la surface de la pupille en mm².

Le troland peut être utilisé en vision scotopique, la valeur de {\displaystyle L_{V}} est alors convertie à l'aide des fonctions d'efficacité lumineuses scotopiques.

## Limites
Le troland ne prend pas en compte l'absorption du milieu de l’œil (de l'humeur aqueuse par exemple) et laisse de côté les effets dépendants de l'angle d'incidence de la lumière, de l'angle solide du cône de lumière entrant dans l’œil ou de la partie de la pupille par laquelle la lumière est passée, ignorant les phénomènes tels que la sensibilité directionnelle de l’œil et l'effet Stiles-Crawford,.
La luminance rétinienne correcte doit aussi prendre en compte la transmission et le grandissement de l’œil, ce qui redéfinit la luminance rétinienne, en prenant l'hypothèse d'une distance du point nodal à la rétine de 16,7 mm à :
{\displaystyle D=0.36\tau _{\lambda }pL_{V}}
Où :
- {\displaystyle L_{V}} est la luminance en vision photopique arrivant sur l’œil pour une source étendue,
- p est la surface de la pupille en mm²,
- {\displaystyle \tau _{\lambda }} est la transmission de l’œil, dépendant de la longueur d'onde et correspondant au rapport entre l'intensité lumineuse incidente sur la cornée et incidente sur la rétine

## Conversions et équivalences
Pour passer de la luminance d'une source étendue exprimée en millilamberts à la luminance rétinienne en troland, on multiplie la luminance de la source par {\displaystyle 5d^{2}/2} où d est le diamètre de la pupille en mm.
Un troland est aussi équivalent à 4.46 quanta par degré carré de champ visuel par seconde à 5 070 Å et à 8,46 × 1014 lm mm2.
| Source                     | Actinométrie      |                     | Radiométrie | Photométrie vision photopique pupille de 6 mm de diamètre | Photométrie vision photopique pupille de 6 mm de diamètre |
| -------------------------- | ----------------- | ------------------- | ----------- | --------------------------------------------------------- | --------------------------------------------------------- |
|                            | Cônes M photons/s | Bâtonnets photons/s | W/sr/m²     | cd/m²                                                     | trolands                                                  |
| Soleil (au sol)            | 2.38.10^12        | 1.92.10^12          | 1.30.10^7   | 3.16.10^9                                                 | 8.93.10^10                                                |
| Filament de tungstène      | 1.59.10^9         | 1.22.10^9           | 8.21.10^3   | 2.00.10^6                                                 | 5.65.10^7                                                 |
| Ciel bleu                  | 1.89.10^6         | 1.53.10^6           | 1.03.10^1   | 2.51.10^3                                                 | 7.10.10^4                                                 |
| Saturation des bâtonnets   | 2.38.10^5         | 1.92.10^5           | 1.30.10^0   | 3.16.10^2                                                 | 8.93.10^3                                                 |
| Écran d'ordinateur typique | 9.50.10^4         | 7.66.10^4           | 5.18.10^-1  | 1.26.10^2                                                 | 3.56.10^3                                                 |
| Lecture                    | 2.38.10^4         | 1.92.10^4           | 1.30.10^-1  | 3.16.10^1                                                 | 8.93.10^2                                                 |

## Mesure
La mesure du troland peut se faire à l'aide d'un posemètre lorsque le détecteur est placé à l'endroit où la pupille de l’œil est censée être ou bien à la conjugaison d'une pupille simulant la pupille de l’œil. En général, le détecteur des posemètres a une surface de 1 cm2 ce qui amène la détermination de la mesure en trolands à :
{\displaystyle T=P_{V}\omega ^{-1}10^{6}}
Où :
- {\displaystyle P_{V}}est la mesure de l'éclairement lumineux en lux
- ω est l'angle solide du pinceau lumineux du stimulus mesuré au niveau du point nodal de l’œil

Et si la mesure a été faite en lumière monochromatique il est possible de recalculer la valeur en trolands en effectuant une conversion des unités radiométriques à photométriques :
{\displaystyle T=683P_{e}V_{\lambda }\omega ^{-1}10^{6}}
Où :
- {\displaystyle P_{e}} est la mesure du flux énergétique en watts
- {\displaystyle V_{\lambda }} est la pondération spectrale appliquée à la vision photopique ou scotopique
- ω est l'angle solide du pinceau lumineux du stimulus mesuré au niveau du point nodal de l’œil